# 김제종합버스터미널
김제종합버스터미널은 전북특별자치도 김제시 동서로 241 (요촌동 47-24)에 위치한 대한민국의 시외버스·고속버스 터미널이다. 고속버스 전산망상의 터미널 번호는 620이다.
2층 건물로 구성되어 있으며, 1층은 승차홈, 매표소, 상업시설 등이 자리를 잡고 있으며, 2층은 한의원과 PC방이 자리를 잡고 있다.

## 역사
1972년 9월부터 시외버스 노선만 운행하는 시외버스터미널로 건립되었으며, 당시 명칭은 김제공용버스터미널이었다. 1980년과 1982년부터 증축과 개축 공사가 있었으며, 본래 고속버스터미널 부지까지 포함하고 있었으나 1982년부터 김제고속버스터미널이 건립되면서 이 부지를 양도하였다. 고속버스 노선은 바로 옆 전라북도 김제시 동서로 235 (요촌동 47-28)에서 운영하였다. 그러나 김제고속버스터미널이 1대 당 8명 내외의 낮은 이용률로 인해 연간 약 1억원 정도의 적자를 내자 2007년 5월부터 금호터미널과 금호고속이 김제 고속버스터미널을 매각을 하고 김제 시외버스터미널로 들어가려고 했으나 김제시의 반대에 부딪혀서 무산되었다. 그러다 2012년 1월 1일부터 금호터미널과 금호고속이 김제고속버스터미널을 매각하고 김제시에서 고속버스와 시외버스 터미널을 통합하였다.

## 운행 노선

### 고속버스
| 운행 노선       | 운행업체 | 운행구간 | 운행구간 | 운행구간 | 경유지                                                   | 배차 간격 | 시간표                                          |
| --------------- | -------- | -------- | -------- | -------- | -------------------------------------------------------- | --------- | ----------------------------------------------- |
| 김제 ↔ 서울호남 | 금호고속 | 김제     | ↔        | 서울호남 | 애통리, 지방자치인재개발원, 전북혁신도시, 정안알밤휴게소 | 7회       | 06:40, 08:20, 10:40, 12:40, 15:10, 17:10, 19:10 |

### 시외버스
| 방면        | 행선지                             |
| ----------- | ---------------------------------- |
| 수도권 방면 | 동서울, 인천                       |
| 호남권 방면 | 격포, 곰소, 군산, 부안, 익산, 전주 |